# Rhatimomyia nitidula
Rhatimomyia nitidula är en tvåvingeart som beskrevs av Lynch Arribalzaga 1882. Rhatimomyia nitidula ingår i släktet Rhatimomyia och familjen rovflugor. Inga underarter finns listade i Catalogue of Life.